# 圆头杜鹃
圆头杜鹃（学名：Rhododendron semnoides）为杜鹃花科杜鹃花属下的一个种。

## 扩展阅读
維基物種上的相關：圆头杜鹃